# مقاطعة ميتشل (كارولاينا الشمالية)
مقاطعة ميتشل (بالإنجليزية: Mitchell County)‏ هي إحدى مقاطعات ولاية كارولاينا الشمالية في الولايات المتحدة الأمريكية. مركز المقاطعة أو مقعدها هي مدينة باكيرزفيل. تأسست هذه المقاطعة سنة 1861.أصل هذه المقاطعة يأتي من: مقاطعة بورك، مقاطعة كالدويل، مقاطعة مكداويل، [[مقاطعة واتوغا، كارولاينا الشمالية.